# ميخائيل ماكان (لاعب هوكي الحقل)
ميخائيل ماكان (بالإنجليزية: Michael McCann) هو لاعب هوكي الحقل أسترالي، ولد في 26 سبتمبر 1977 في سيدني في أستراليا.

## وصلات خارجية
- ميخائيل ماكان على موقع أوليمبيديا (الإنجليزية)
- ميخائيل ماكان على موقع اللجنة الأولمبية الأسترالية (الإنجليزية)
- ميخائيل ماكان على موقع اتحاد ألعاب الكومنولث (مؤرشف) (الإنجليزية)
- ميخائيل ماكان على موقع دورة ألعاب الكومنولث 2006 (مؤرشف) (الإنجليزية)